# Sauquillo de Cabezas (kommunhuvudort)
Sauquillo de Cabezas är en kommunhuvudort i Spanien.   Den ligger i provinsen Provincia de Segovia och regionen Kastilien och Leon, i den centrala delen av landet, 90 km norr om huvudstaden Madrid. Sauquillo de Cabezas ligger 909 meter över havet och antalet invånare är 226.
Terrängen runt Sauquillo de Cabezas är platt. Runt Sauquillo de Cabezas är det glesbefolkat, med 8 invånare per kvadratkilometer. Närmaste större samhälle är La Cuesta, 15,3 km sydost om Sauquillo de Cabezas. Trakten runt Sauquillo de Cabezas består till största delen av jordbruksmark.